# 伯都乡
伯都乡，是中华人民共和国吉林省松原市宁江区下辖的一个乡镇级行政单位。

## 行政区划
伯都乡下辖以下地区：
永青村、伯都村、新安村、仲仕村、杨家村、溪浪河村、于家村、新村、新民村、松林村、河西村、建业村、蔡家村和井发村。